# Józef Milewski (1892–1940)
Józef Milewski herbu Ślepowron (ur. 10 kwietnia 1892 w Bieganowie, woj. poznańskie, zm. 9–11 kwietnia 1940 w Katyniu) – rotmistrz kawalerii rezerwy Wojska Polskiego, agronom,  ofiara zbrodni katyńskiej.

## Życiorys
Urodził się w rodzinie Kazimierza i Wandy z Wilkońskich. Absolwent gimnazjum św. Jacka w Krakowie (1912), wcześniej (1902–1909) uczęszczał do gimnazjów w Poznaniu, Gnieźnie i Trzemesznie. W latach 1915–1918 służył w armii niemieckiej. Po powrocie do Wielkopolski, wstąpił do oddziałów powstańczych i brał udział w walkach w Poznaniu, Biedrusku i pod Zbąszyniem. Od 1 lipca 1919 w 16 pułku ułanów. W czasie wojny ukończył Szkołę Jazdy w Przemyślu. Przeniesiony do 115 pułku ułanów walczył pod Łomżą, Ostrołęką, Ciechanowem i Mławą. Po wejściu 115 pułku w skład 2 Dywizji Jazdy, walczył od Bugu po Zwiahel, pod Żytomierzem i Korosteniem. Porucznikiem awansowany 6 stycznia 1921. Po zakończeniu wojny jako rotmistrz ze starszeństwem z dniem 1 czerwca 1919, przeniesiony w 1922 do rezerwy.
W okresie międzywojennym prowadził majątek ziemski w Bieganowie i Garbach, pow. średzki, a następnie dzierżawił majątek w Łopuchowie.
W kampanii wrześniowej 1939 zmobilizowany. Po agresji ZSRR na Polskę w nieznanych okolicznościach dostał się do niewoli sowieckiej. Od kwietnia 1940 przebywał w obozie jenieckim w Kozielsku. Między 7 a 9 kwietnia 1940 został przekazany do dyspozycji naczelnika Zarządu NKWD Obwodu Smoleńskiego – lista wywózkowa 014 z 4 kwietnia 1940 poz. 10. Między 9 a 11 kwietnia 1940 zamordowany w Katyniu przez funkcjonariuszy Obwodowego Zarządu NKWD w Smoleńsku oraz pracowników NKWD przybyłych z Moskwy na mocy decyzji Biura Politycznego KC WKP(b) z 5 marca 1940. Ofiary tej zbrodni grzebano w bezimiennych mogiłach zbiorowych, gdzie od 28 lipca 2000 mieści się oficjalnie Polski Cmentarz Wojenny w Katyniu. W miejscu tym prowadzone były ekshumacje i prace archeologiczne, jednak Józef Milewski nie został zidentyfikowany.

### Życie prywatne
Od 1930 był żonaty z Marią z Bobrzyńskich, córką historyka Michała (objął wówczas majątek teścia Garby). Miał dwóch synów: Kazimierza (1931–1945) i Jerzego (1935–1997), polityka i kierownika Ministerstwa Obrony Narodowej. W powstaniu wielkopolskim walczył także starszy brat Józefa – Janusz Witold Milewski (1887–1953), ziemianin, rotmistrz WP, komendant Obwodowej Komendy Uzupełnień w Środzie.

## Awanse
- podporucznik

- porucznik – 6 stycznia 1921

- kapitan – 1922

## Ordery i odznaczenia
- Krzyż Srebrny Orderu Virtuti Militari nr 1320[13]
- Krzyż Niepodległości[3]

- Krzyż Walecznych (trzykrotnie)[3]

## Upamiętnienie
5 października 2007 minister obrony narodowej Aleksander Szczygło mianował go pośmiertnie na stopień majora. Awans został ogłoszony 9 listopada 2007 w Warszawie, w trakcie uroczystości „Katyń Pamiętamy – Uczcijmy Pamięć Bohaterów”.
13 kwietnia 2016, w ramach akcji „Katyń... pamiętamy” / „Katyń... Ocalić od zapomnienia”, w ogrodzie Pałacu Prezydenckiego został zasadzony Dąb Pamięci poświęconego wszystkim Ofiarom Zbrodni Katyńskiej, certyfikat z numerem 1.